# Spanien vid världsmästerskapen i friidrott 2022
Spanien tävlade vid världsmästerskapen i friidrott 2022 i Eugene i USA mellan den 15 och 24 juli 2022. Spanien hade en trupp på 56 idrottare, varav 34 herrar och 22 damer.

## Medaljörer
| Medalj | Idrottare      | Gren                     | Datum   |
| ------ | -------------- | ------------------------ | ------- |
| Brons  | Asier Martínez | Herrarnas 110 meter häck | 17 juli |
| Brons  | Mohamed Katir  | Herrarnas 1 500 meter    | 19 juli |

## Resultat

### Herrar
Gång- och löpgrenar
| Idrottare                                                                                         | Gren                  | Försöksheat  | Försöksheat | Semifinal        | Semifinal        | Final            | Final            |
| Idrottare                                                                                         | Gren                  | Resultat     | Placering   | Resultat         | Placering        | Resultat         | Placering        |
| ------------------------------------------------------------------------------------------------- | --------------------- | ------------ | ----------- | ---------------- | ---------------- | ---------------- | ---------------- |
| Álvaro de Arriba                                                                                  | 800 meter             | 1.49,30      | 37 0Q0      | 1.46,30          | 15               | Gick inte vidare | Gick inte vidare |
| Adrián Ben                                                                                        | 800 meter             | 1.46,71      | 25          | Gick inte vidare | Gick inte vidare | Gick inte vidare | Gick inte vidare |
| Mariano García                                                                                    | 800 meter             | 1.45,74      | 12 0Q0      | 1.46,70          | 19               | Gick inte vidare | Gick inte vidare |
| Ignacio Fontes                                                                                    | 1 500 meter           | 3.36,69      | 16 0q0      | 3.37,21          | 13 0Q0           | 3.34,71 0SB0     | 11               |
| Mario García Romo                                                                                 | 1 500 meter           | 3.35,43 0PB0 | 5 0Q0       | 3.37,01          | 10 0Q0           | 3.30,20 0PB0     | 4                |
| Mohamed Katir                                                                                     | 1 500 meter           | 3.39,45      | 29 0Q0      | 3.34,45          | 2 0Q0            | 3.29,90 0SB0     | 3                |
| Adel Mechaal                                                                                      | 5 000 meter           | 13.36,48     | 22          | —                | —                | Gick inte vidare | Gick inte vidare |
| Carlos Mayo                                                                                       | 10 000 meter          | —            | —           | —                | —                | 27.50,61         | 13               |
| Enrique Llopis                                                                                    | 110 meter häck        | 13,58        | 24 0q0      | 13,44            | 16               | Gick inte vidare | Gick inte vidare |
| Asier Martínez                                                                                    | 110 meter häck        | 13,37        | 7 0Q0       | 13,26 0SB0       | 8 0Q0            | 13,17 0PB0       | 3                |
| Daniel Arce                                                                                       | 3 000 meter hinder    | 8.21,06      | 15 0q0      | —                | —                | 8.30,05          | 9                |
| Sebastián Martos                                                                                  | 3 000 meter hinder    | 8.18,94      | 9 0q0       | —                | —                | 8.36,66          | 14               |
| Víctor Ruiz                                                                                       | 3 000 meter hinder    | 8.33,42      | 30          | —                | —                | Gick inte vidare | Gick inte vidare |
| Bernat Canet Pol Retamal Jesús Gómez Sergio López Alberto Calero (reserv) Pablo Montalvo (reserv) | 4 × 100 meter stafett | 38,70 0SB0   | 9           | —                | —                | Gick inte vidare | Gick inte vidare |
| Luis Alberto Amezcua                                                                              | 20 kilometer gång     | —            | —           | —                | —                | 1:20.44          | 9                |
| Diego García                                                                                      | 20 kilometer gång     | —            | —           | —                | —                | 1:23.21          | 16               |
| Álvaro Martín                                                                                     | 20 kilometer gång     | —            | —           | —                | —                | 1:20.19          | 7                |
| Álvaro López                                                                                      | 35 kilometer gång     | —            | —           | —                | —                | 2:36.20          | 32               |
| Miguel Ángel López                                                                                | 35 kilometer gång     | —            | —           | —                | —                | 2:25.58 0NR0     | 10               |
| Marc Tur                                                                                          | 35 kilometer gång     | —            | —           | —                | —                | 0DSQ0            | 0DSQ0            |

Teknikgrenar
| Idrottare         | Gren          | Kval               | Kval               | Final            | Final            |
| Idrottare         | Gren          | Distans            | Placering          | Distans          | Placering        |
| ----------------- | ------------- | ------------------ | ------------------ | ---------------- | ---------------- |
| Eusebio Cáceres   | Längdhopp     | 8,03 m             | 8 0q0              | 7,93 m           | 8                |
| Héctor Santos     | Längdhopp     | Inget giltigt hopp | Inget giltigt hopp | Gick inte vidare | Gick inte vidare |
| Pablo Torrijos    | Tresteg       | 16,32 m            | 23                 | Gick inte vidare | Gick inte vidare |
| Carlos Tobalina   | Kulstötning   | 19,70 m            | 24                 | Gick inte vidare | Gick inte vidare |
| Javier Cienfuegos | Släggkastning | 74,25 m            | 14                 | Gick inte vidare | Gick inte vidare |
| Manu Quijera      | Spjutkastning | 78,61 m            | 17                 | Gick inte vidare | Gick inte vidare |

### Damer
Gång- och löpgrenar
| Idrottare | Gren                  | Försöksheat  | Försöksheat | Semifinal        | Semifinal        | Final            | Final            |
| Idrottare | Gren                  | Resultat     | Placering   | Resultat         | Placering        | Resultat         | Placering        |
| --- | --------------------- | ------------ | ----------- | ---------------- | ---------------- | ---------------- | ---------------- |
| María Isabel Pérez                                                                                             | 100 meter             | 11,30        | 33          | Gick inte vidare | Gick inte vidare | Gick inte vidare | Gick inte vidare |
| Marta Pérez | 1 500 meter           | 4.05,92 0SB0 | 15 0q0      | 4.04,24 0SB0     | 9 0q0            | 4.04,25          | 11               |
| Sara Gallego                                                                                                   | 400 meter häck        | 55,09        | 14 0Q0      | 54,49            | 11               | Gick inte vidare | Gick inte vidare |
| Carolina Robles                                                                                                | 3 000 meter hinder    | 9.28,24 0PB0 | 26          | —                | —                | Gick inte vidare | Gick inte vidare |
| Irene Sánchez-Escribano                                                                                        | 3 000 meter hinder    | 9.23,94 0PB0 | 21          | —                | —                | Gick inte vidare | Gick inte vidare |
| Sonia Molina-Prados Jaël Bestué Paula Sevilla María Isabel Pérez Lucía Carrillo (reserv) Carmen Marco (reserv) | 4 × 100 meter stafett | 42,61 0NR0   | 5 0Q0       | —                | —                | 42,58 0NR0       | 5                |
| Eva Santidrián Aauri Lorena Bokesa Laura Hernández Carmen Avilés Laura Bou (reserv) Sara Gallego (reserv)      | 4 × 400 meter stafett | 3.32,87      | 13          | —                | —                | Gick inte vidare | Gick inte vidare |
| María Pérez | 20 kilometer gång     | —            | —           | —                | —                | 0DSQ0            | 0DSQ0            |
| Laura García-Caro                                                                                              | 35 kilometer gång     | —            | —           | —                | —                | 2:42.45 0PB0     | 6                |
| Raquel González                                                                                                | 35 kilometer gång     | —            | —           | —                | —                | 2:42.27 0PB0     | 5                |

Teknikgrenar
| Idrottare          | Gren          | Kval    | Kval      | Final            | Final            |
| Idrottare          | Gren          | Distans | Placering | Distans          | Placering        |
| ------------------ | ------------- | ------- | --------- | ---------------- | ---------------- |
| Fátima Diame       | Längdhopp     | 6,54 m  | 16        | Gick inte vidare | Gick inte vidare |
| María Belén Toimil | Kulstötning   | 17,48 m | 21        | Gick inte vidare | Gick inte vidare |
| Laura Redondo      | Släggkastning | 68,67 m | 19        | Gick inte vidare | Gick inte vidare |

Mångkamp – Sjukamp
| Idrottare     | Gren     | 100 m häck | Höjd        | Kula    | 200 m      | Längd  | Spjut   | 800 m   | Totalt     | Placering |
| ------------- | -------- | ---------- | ----------- | ------- | ---------- | ------ | ------- | ------- | ---------- | --------- |
| Claudia Conte | Resultat | 13,65 0PB0 | 1,86 m 0SB0 | 12,46 m | 24,77 0PB0 | 6,00 m | 44,69 m | 2.14,14 | 6 194 0PB0 | 9         |
| Claudia Conte | Poäng    | 1 028      | 1 054       | 692     | 908        | 850    | 757     | 905     | 6 194 0PB0 | 9         |

### Mixat
| Idrottare                                              | Gren                  | Försöksheat  | Försöksheat | Final            | Final            |
| Idrottare                                              | Gren                  | Resultat     | Placering   | Resultat         | Placering        |
| ------------------------------------------------------ | --------------------- | ------------ | ----------- | ---------------- | ---------------- |
| Iñaki Cañal Sara Gallego Óscar Husillos Eva Santidrián | 4 × 400 meter stafett | 3.16,14 0SB0 | 11          | Gick inte vidare | Gick inte vidare |